# Борзој (Белуно)
Борзој (итал. Borsoi) је насеље у Италији у округу Белуно, региону Венето.
Према процени из 2011. у насељу је живело 152 становника. Насеље се налази на надморској висини од 653 м.